# Sidi Mezghiche
Sidi Mezghiche est une commune de la wilaya de Skikda en Algérie.

## Géographie
La commune se situe à 30 km au sud du chef-lieu de la wilaya, 54 km de Collo et 52 km de la ville de Constantine.

## Économie
Cette région est connue par la qualité et l'abondance de production d'huile d'olive.

## Vie quotidienne
Les habitants de la commune commémorent le 23 septembre de chaque année Zighoud Youcef, héros de la guerre d'Algérie qui est tombé au champ d'honneur dans une embuscade près de Sidi Mezghiche, le 23 septembre 1956.
Sidi Mezghiche a décroché deux fois de suite le titre de commune la plus propre de la wilaya de Skikda en 2016 et en 2017.